# جون باكايوكو
جون باكايوكو هو لاعب كرة قدم بلجيكي، ولد في 20 أبريل 2003.

## وصلات خارجية
- جون باكايوكو على موقع الاتحاد الأوربي (الإنجليزية)
- جون باكايوكو على موقع الاتحاد البلجيكي (الإنجليزية)
- جون باكايوكو على موقع قاعدة بيانات كرة القدم.إي يو (الإنجليزية)
- جون باكايوكو على موقع ليكيب (الفرنسية)
- جون باكايوكو على موقع Soccerbase.com (لاعب) (الإنجليزية)
- جون باكايوكو على موقع Soccerway.com (الإنجليزية)
- جون باكايوكو على موقع عالم كرة القدم.نت (الإنجليزية)